# Gilma
Gilma (niem. Dobensche Insel, Tautenburg Insel) – największa wyspa na Jeziorze Dobskim, położona w południowo-zachodniej części akwenu, na wschód od miejscowości Doba. Podobnie jak jezioro, objęta jest rezerwatem „Jezioro Dobskie”. Obowiązuje tu zakaz biwakowania, cumowania oraz strefa ciszy. Najdogodniejsze podejście znajduje się po zachodniej stronie wyspy, w wąskim przesmyku między Gilmą a stałym lądem.

## Historia
Na wyspie znajdują się pozostałości pruskiego grodziska. Są to ślady bytności Galindów, którzy przetrwali tu prawdopodobnie do XIII wieku. Darzyli oni wyspę czcią, rósł tu bowiem święty gaj. Gilma była siedzibą ostatniego wodza plemienia, Yzegupsa. Nie jest jasne, czy pokonali go Jaćwingowie, Polacy czy Krzyżacy, w każdym razie to właśnie rycerze zakonni wybudowali na miejscu grodziska niewielką warownię. Taka lokalizacja miała utrwalić chrześcijaństwo na zdobytych ziemiach – poganie nie mogli dłużej praktykować tu swych obrzędów. Na ruinach tej warowni w XIX wieku wybudowano kaplicę, której pozostałości możemy oglądać do dziś.
Istnieje legenda o tym, że w świątyni dumania (dawnej kaplicy) spotykali się sataniści, co skłoniło miejscowych chłopów do wybicia w jednej ze ścian dziury, którą chcieli wpuścić do środka Boga.
Inne podanie mówi, że w jasną, księżycową noc na wyspie pojawia się wór pełen złota.